# Diadasia
Diadasia är ett släkte av bin. Diadasia ingår i familjen långtungebin.

## Bildgalleri

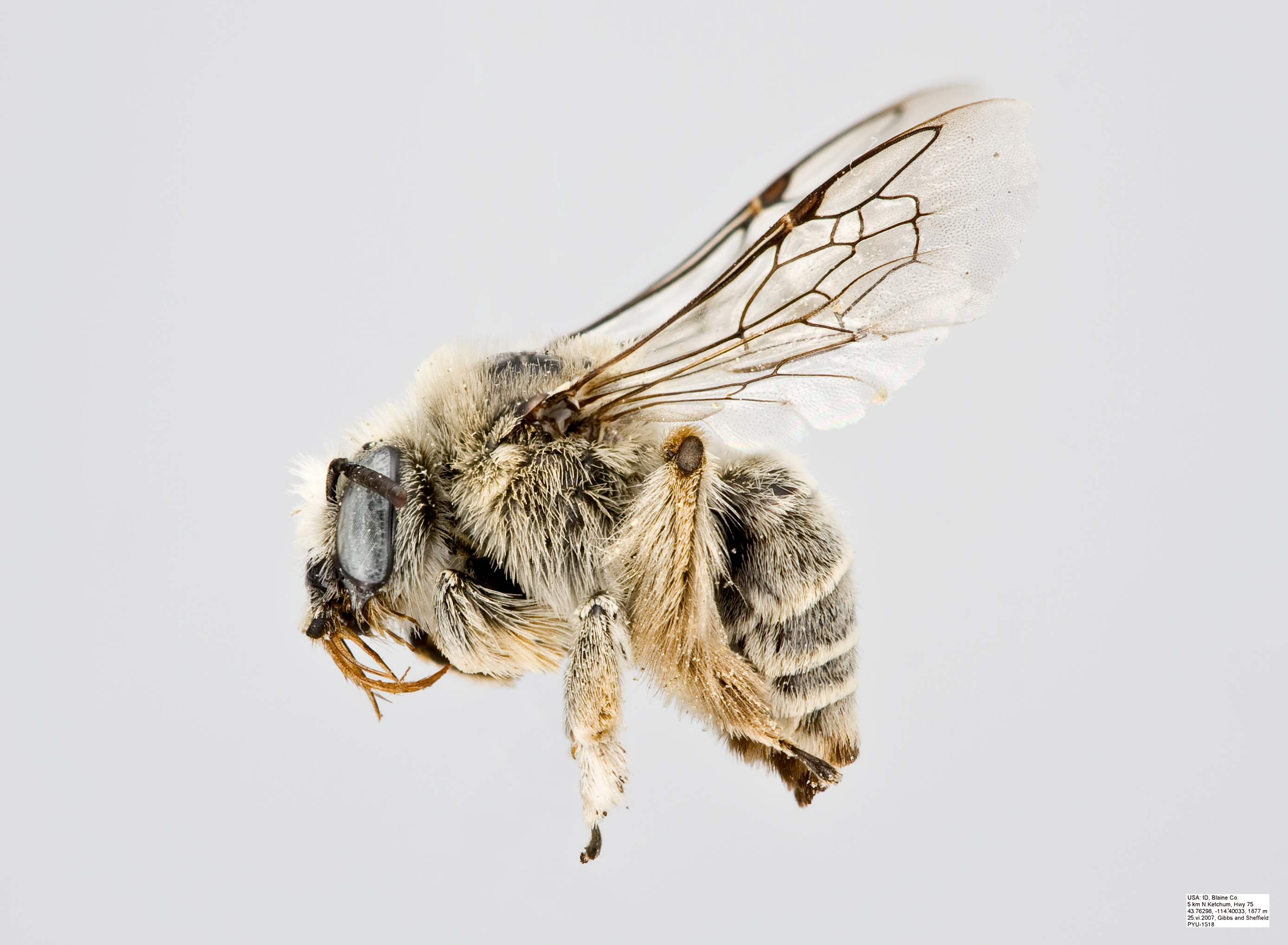
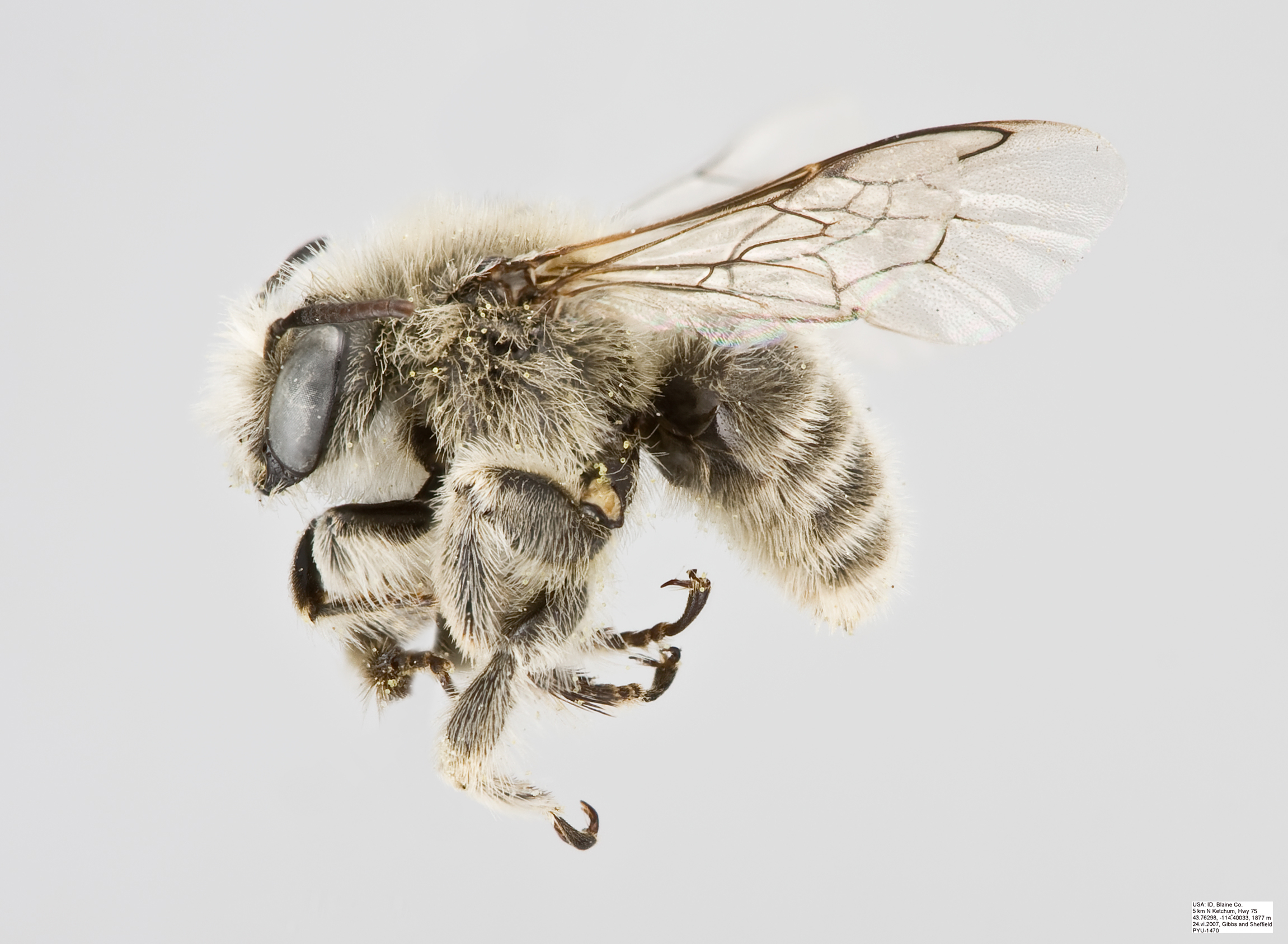

## Dottertaxa tillDiadasia, i alfabetisk ordning[1]
- Diadasia afflicta
- Diadasia afflictula
- Diadasia albovestita
- Diadasia andina
- Diadasia angusticeps
- Diadasia australis
- Diadasia baeri
- Diadasia baraderensis
- Diadasia bituberculata
- Diadasia bosqi
- Diadasia chilensis
- Diadasia consociata
- Diadasia diminuta
- Diadasia distinguenda
- Diadasia enavata
- Diadasia friesei
- Diadasia hirta
- Diadasia knabiana
- Diadasia laticauda
- Diadasia lutzi
- Diadasia lynchii
- Diadasia martialis
- Diadasia megamorpha
- Diadasia mendozana
- Diadasia mexicana
- Diadasia nigrifrons
- Diadasia nitidifrons
- Diadasia ochracea
- Diadasia olivacea
- Diadasia opuntiae
- Diadasia palmarum
- Diadasia patagonica
- Diadasia pereyrae
- Diadasia piercei
- Diadasia rinconis
- Diadasia ruficruris
- Diadasia sphaeralcearum
- Diadasia toluca
- Diadasia tropicalis
- Diadasia tuberculifrons
- Diadasia vallicola
- Diadasia willineri